# Louis IV de Rohan-Guémené
Louis IV de Rohan-Guémené (1493 - 14 juin 1527) est seigneur de Guéméné de 1508 à 1527.

## Biographie
Louis IV de Rohan-Guémené est le fils ainé de Louis III de Rohan-Guémené et de son épouse Renée du Fou, fille héritière de Jean II du Fou et de Jeanne de La Rochefoucauld, baronne de Montbazon.
Son père meurt prématurément en 1498 et sa mère se remarie en secondes noces à Guillaume de La Marck. Il est élevé par son grand-père Louis II et succède à celui-ci en 1508. Il devient alors, entre autres, seigneur de Guémené et baron de Lanvaux. Du chef de sa mère il devient baron de Montbazon.

## Union et descendance
Louis IV épouse par contrat passé à Blois le 17 novembre 1511 sa cousine Marie de Rohan (morte en 1542), fille cadette de Jean II de Rohan et de Marie de Bretagne, fille du duc François Ier et d'Isabelle d'Écosse d'où un fils unique:
- Louis V de Rohan-Guémené (1513-1557)